# Ancien hôtel de ville de Timișoara

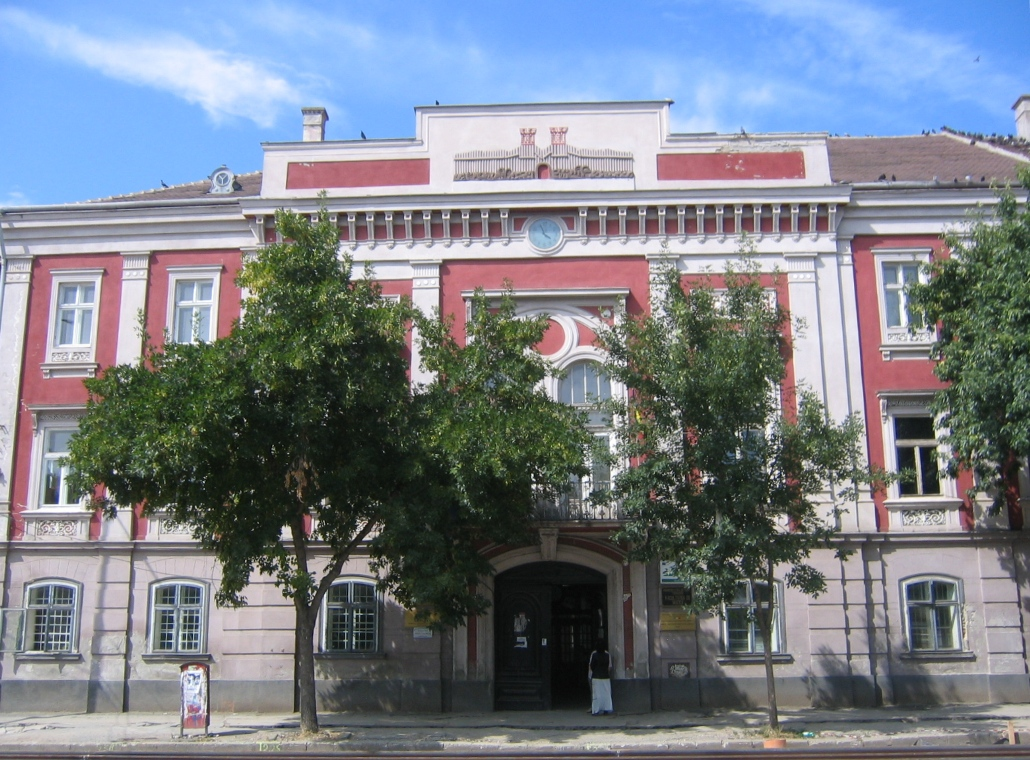
L'ancien hôtel de ville de la Piața Libertății (Timișoara)

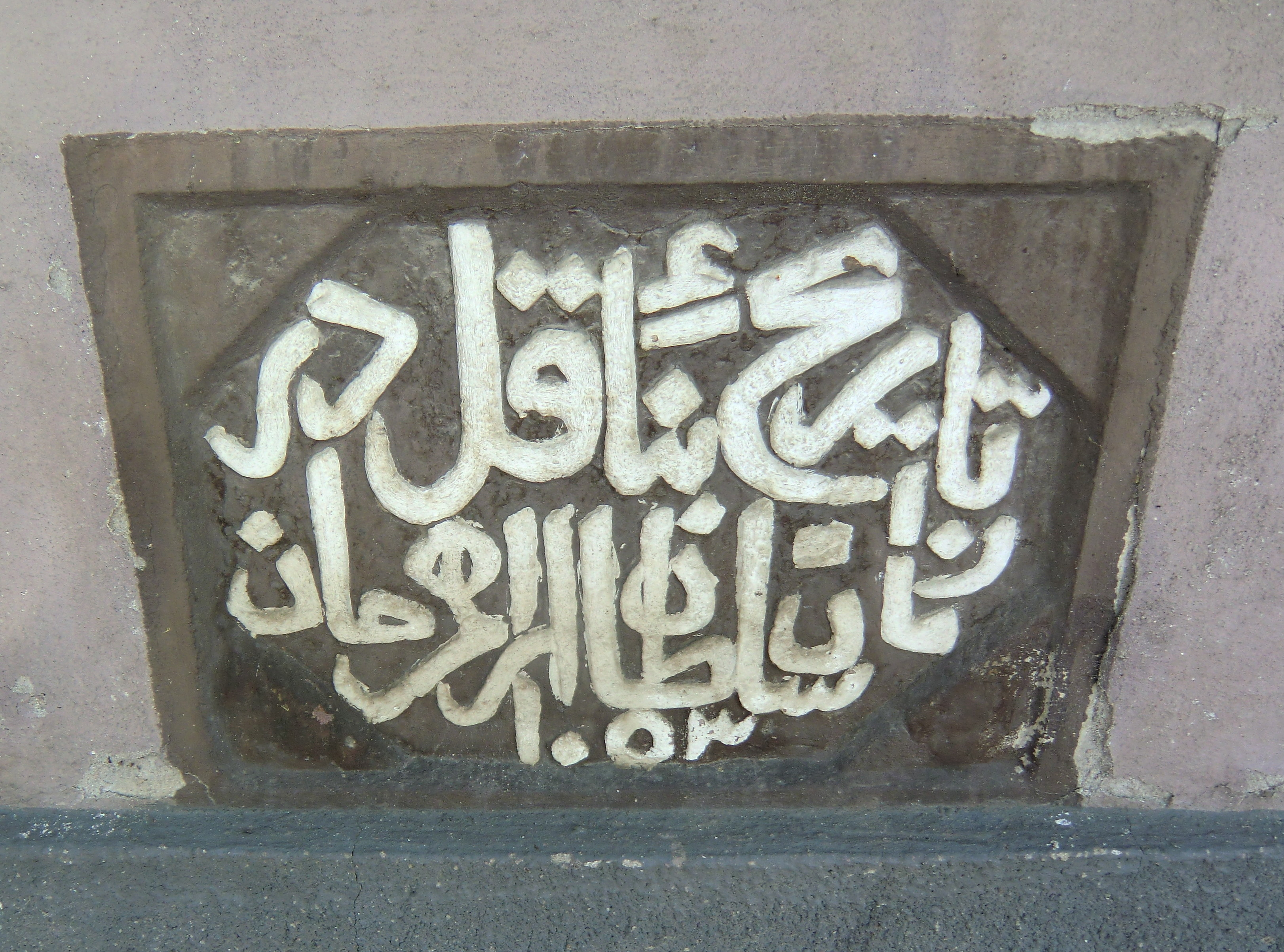
Inscription turque sur le devant de l'ancien hôtel de ville

 (septembre 2021).
L'ancien hôtel de ville (en roumain : Primăria Veche) est un bâtiment historique classé  sur la Piața Libertății dans la ville roumaine de Timișoara.

## Description
Le bâtiment a trois niveaux, composé d'une mezzanine et de deux étages supérieurs. Au-dessus de la porte d'entrée monumentale, il y a un balcon et quatre fenêtres cintrées à chacun des deux étages supérieurs. La façade contient des éléments stylistiques des périodes baroque et Renaissance et montre les armoiries de la vieille ville ainsi que l'ancien sceau de la communauté allemande, avec deux tours du système de défense fortement fortifié de l'ancienne Temeswar.
Sur le côté droit de la zone d'entrée, il y a une inscription turque du XVIIe siècle . L'inscription, qui a été reprise dans le mur de l'hôtel de ville, traite de la construction d'une tour, mais a été incorrectement traduite en roumain comme suit : La construction de ce bain tombe à l'époque terrible d'Ibrahim Ehan, Heds 1053 .

## Histoire
Après que les Habsbourg eurent conquis ce qui était alors Temeswar, les colons allemands obtinrent le droit de s'installer dans la forteresse, où ils revendiquèrent leur propre hôtel de ville. Le 24 décembre 1731, le maire de l'époque, Peter Solderer, posa la première pierre des murs de fondation du bain turc du sultan Ibrahim, endommagé pendant la guerre de Turquie.  En 1734, l'ancien hôtel de ville (à cette époque le « nouvel hôtel de ville » ou « hôtel de ville allemand ») a été construit selon les idées de l'architecte italien Pietro del Bronzo.
Depuis lors, le bâtiment a subi plusieurs modifications structurelles.
Le 15 février 1735 le maire est élu pour la première fois en mairie ; le choix retomba sur Peter Solderer, qui occupa cette fonction avec de courtes interruptions jusqu'à la fin de sa vie († 1741).
Aujourd'hui, c'est le siège de la faculté de musique de l'université de l'ouest de Timișoara , ainsi que de la direction agricole du Judet de Timis.

## Littérature
- N. Illieșiu : Timișoara, monografie istorică, Timișoara, 1943, en roumain
- Else von Schuster : Timișoara, « Mica Vienă » de altă dată, en roumain

## Liens web
- Ancien hôtel de ville de Timisoara sur www.tripwolf.com